# Vakantiepark

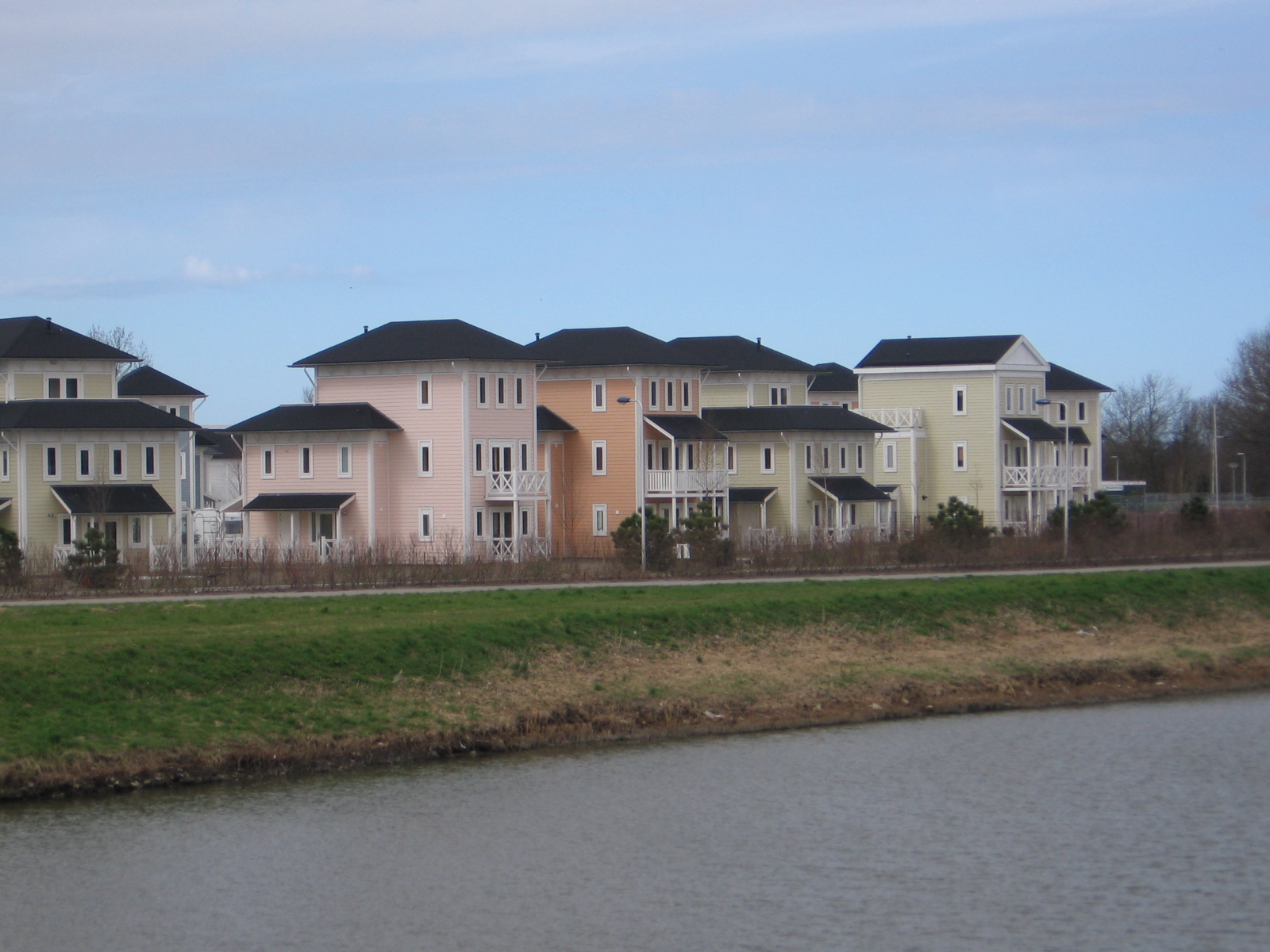
Vakantiepark in Hellevoetsluis

Een vakantiepark (ook recreatiepark of bungalowpark) is een park met vakantiehuizen die verhuurd worden aan vakantiegangers en toeristen. 

## Bewoning
De vakantiehuizen, -bungalows of -appartementen zijn niet bestemd voor permanente bewoning, maar worden in principe alleen tijdelijk verhuurd, doorgaans per week, midweek of weekend. Bungalowparken zijn meestal van de lente tot in de herfst geopend, maar zijn er steeds meer het gehele jaar door geopend.

## Ligging en voorzieningen
Een vakantiepark ligt vaak bij (soms in) een recreatiegebied, natuurgebied of ander toeristisch aantrekkelijk gebied. Het park beschikt meestal over een aantal voorzieningen. Vaak is er een zwembad, filmzaal, speeltuin en horecagelegenheid, daarnaast zijn er meestal sportfaciliteiten als bowlingbanen en activiteitenprogramma's. Naast de luxere parken met alle voorzieningen bij de vakantiewoningen, zijn er ook zeer eenvoudige bungalowparken met weinig voorzieningen, waar mensen meer voor de natuurbeleving naartoe gaan. Een eigenaar van een bungalowpark kan door het aanbod van voorzieningen een bepaalde doelgroep van bezoekers proberen te bereiken.

## Capaciteit en kritiek
Sinds eind twintigste eeuw is het aantal vakantieparken In Nederland en België sterk toegenomen. In bepaalde regio's is een overcapaciteit bereikt.
Vanuit natuurbeschermingsorganisaties, investeerders  en de overheid wordt daarom de vraag gesteld of meer terughoudendheid gewenst is. Deze roep tot voorzichtigheid wordt nog eens versterkt door de vrees dat er schade aan natuurgebieden optreedt. In bijvoorbeeld Friesland en Drenthe is er verzet tegen vakantieparken die in of te dicht bij natuurgebieden liggen.

## Vakantieparken in Nederland en België
In Nederland en België behoort een groot deel van de parken toe aan een beperkt aantal bedrijven:
- Center Parcs (onderdeel van Pierre & Vacances Center Parcs Group)
- Droomparken
- Efteling (Efteling Bosrijk en Efteling Loonsche Land)
- EuroParcs
- Flevo-Natuur (Samoza Recreatieparken B.V.)
- Landal GreenParks (Onderdeel van Platinum Equity)
- Recreatie Centra Nederland
- Roompot Vakanties
- Sunparks (onderdeel van Pierre & Vacances Center Parcs Group)